# پانی استیشن (کانزاس)
پانی استیشن (به انگلیسی: Pawnee Station) یک منطقهٔ مسکونی در ایالات متحده آمریکا است که در کانزاس قرار دارد.